# مادیران
گروه مادیران یک هلدینگ خصوصی ایرانی است که شامل چندین شرکت می باشد که تولید، فروش و خدمات پس از فروش تلویزیون، یخچال، ماشین لباسشویی و ظرفشویی ، مانیتور، کولر گازی، لوازم خانگی کوچک ، شارژر خودروهای برقی  را انجام می‌دهد. این گروه یکی از بزرگترین گروه ها در زمینه فعالیت خود در ایران است. در حالی که کسب و کار اصلی مادیران تولید لوازم الکترونیکی و لوازم خانگی و فروش و خدمات پس از فروش   است علاوه بر این این گروه صنایع بسیاری را از محصولات زیست محیطی تخریب پذیر، پلاستیک و انرژی های سبز و بسیاری دیگر را نیز در بر می‌گیرد. گروه مادیران با نماد بورسی مادیرا در سال ۱۳۹۷ در فرابورس ایران عرضه شد.
گروه مادیران در حال حاضر شامل: شرکت های ذیل می باشد ۱- شرکت صنایع الکترونیک مادیران ۲- شرکت صنایع لوازم خانگی مادیران ۳- شرکت فروشگاه های زنجیره ای مادیران ۴- شرکت صنایع پلاستیک مادیران ۵- شرکت انرژی های سبز مادیران ۶ - شرکت خدمات و پشتیبای مادیران  می‌باشدو  همچنین مادیران دارای تعدادی شرکت‌های زیر مجموعه دیگر  همچون شرکت مدیریت ساختمانی  ، شرکت سرمایه‌گذاری ساختمانی مادیران و شرکت‌هایی تابعه در کشورهای چین و امارات می باشد. 
کارخانجات مادیران : کارخانه صنایع الکترونیک مادیران و کارخانه صنایع پلاستیک مادیران در شهرک صنعتی هشتگرد و کارخانه صنایع لوازم خانگی مادیران در منطقه ویژه آزاد پیام در کرج واقع شده است 
مجموعه انبارهای مادیران هم در شادآباد وبادامک واقع شده اند .
شرکت خدمات  پس از فروش مادیران هم در سراسر کشور به مصرف کنندگان نهایی خدمات پس از فروش بسیار عالی ارائه می دهد .
شرکت فروشگاه های زنجیره ای مادیران نیز با داشتن فروشگاه های مرکزی متعدد در سراسر کشور محصولات لوازم خانگی بزرگ و کوچک و همچنین الکترونیکی مانند موبایل و لپ تاپ و کنسول بازی و … را بصورت نقد و اقساط بدون واسطه به مصرف کنندگان نهایی عرضه مستقیم می کند .

## تاریخچه
۱۳۴۳: گروه مادیران در سال ۱۳۴۳ تحت عنوان «شرکت امیری و شرکاء» بنیان‌گذاری شد. در سال ۱۳۴۳ یکسال پس از تأسیس مرکز ماشین‌های اداری ایران، شرکت موفق به دریافت نمایندگی انحصاری برند اولیوتی و ماشین حساب‌های الکترونیکی شارپ شد. در آن زمان، ماشین حساب‌های شارپ در رده اولین ماشین حساب‌های الکترونیکی پیشرفته در سرتاسر دنیا به‌شمار می‌رفت. دریافت نمایندگی انحصاری دستگاه‌های سکه و پول شمار بانکی De La Rue در آن دوره از دیگر موفقیت‌های این شرکت به‌شمار می‌رفت.
۱۳۵۵: در سال ۱۳۵۵ مرکز ماشین‌های اداری ایران امتیاز انحصاری ماشین‌های تحریر Hermes را دریافت کرد. پس از کار با این دستگاه، اولین روش حروفچینی فارسی در ایران با ماشین‌های تحریر Hermes ابداع شد.
۱۳۵۶: در سال ۱۳۵۶ مرکز ماشین‌های اداری ایران اولین کامپیوترهای Nixdorf وCTM را وارد سیستم بانکی کرد. در آن زمان این کامپیوترها اولین سیستم‌های غیرمتمرکز بوده و انقلابی بزرگ در صنعت IT محسوب می‌شدند. این کالاها به سرعت جذب مشاغل کوچک تا متوسط بازار شدند.
۱۳۷۳: در سال ۱۳۷۳ مرکز ماشین‌های اداری ایران تصمیم گرفت تا وارد عرصه تولید شود. طی توافقات صورت گرفته با شرکت ال‌جی الکترونیک، خط تولید اولین مانیتورهای CRT ال جی در کارخانه مادیران واقع در شهر صنعتی هشتگرد (۸۰ کیلومتری تهران) راه اندازی شد. افتتاح کارخانه موجب شکل‌گیری شعبه جدید مادیران تحت عنوان «صنایع ماشین‌های اداری ایران» گردید.
۱۳۸۵: در سال ۱۳۸۵ مادیران با راه اندازی خط تولید تلویزیون‌های ایکس ویژن وارد بازار تجهیزات صوتی و تصویری شد. 
۱۳۸۶: در سال ۱۳۸۶شرکت مادیران تولید انبوه گوشی‌های تلفن همراه را تحت لیسانس LG Electronics آغاز کرد.
۱۳۸۸: در سال ۱۳۸۸ مادیران کارخانه تزریق پلاستیک خود را در منطقه هشتگرد و در فضایی بالغ بر ۷۳۰۰۰ مترمربع احداث کرد.  
۱۳۹۰: گروه مادیران در سال ۱۳۹۰ شرکت کیمیاسبز را تأسیس کرد. عمده فعالیت این شرکت تولید کیسه‌های پلاستیکی تخریب پذیر بر پایه گیاهی (نشاسته ذرت) می‌باشد.
۱۳۹۵: مادیران فعالیت در عرصه لوازم خانگی را آغاز کرد. هم‌اکنون محصولاتی همچون یخچال فریزر و لباسشویی با برند X.Vision و TCL و گارانتی مادیران در بازار عرضه می‌شوند.
۱۳۹۷:  مادیران کارخانه لوازم خانگی خود را در منطقه مهرشهر کرج، فرودگاه پیام و در فضایی بالغ بر ۷۰۰۰۰ مترمربع احداث کرد. 
۱۳۹۸ :   مادیران شرکت فروشگاه های زنجیره ای مادیران تأسیس کرد.

## محصولات
- تلویزیون LED
- گیرنده دیجیتال
- مانیتور LED
- گوشی تلفن همراه
- وسایل بانکداری
- صندوق پرداخت
- یخچال
- ماشین لباسشویی

## برند مادیران
برند مادیران در سال ۱۳۹۲ در دهمین جشنواره ملی قهرمانان صنعت ایران به عنوان یکی از ۱۰۰ برند برتر ایران شناخته شد.

## خدمات مشتریان شرکت مادیران
خدمات مشتریان شرکت مادیران، به عنوان مجری خدمات پس از فروش کلیه محصولات تحت گارانتی مادیران، در ۸ شهر تهران، کرج، اصفهان، اهواز، تبریز، مشهد، شیراز و رشت و قزوین 
در حال سرویس دهی به مشتریان می‌باشد .